# ソーニャ・エドストローム
ソーニャ・エドストローム（Sonja Viola Ruthström-Edström、1930年11月18日 - 2020年10月15日）は、スウェーデン、ノールボッテン県ルレオ出身の元クロスカントリースキー選手。1950年代から1960年代初めにかけて活躍した。

## プロフィール
オリンピックでは1952年のオスロオリンピックに初出場、10km11位となった。1956年コルチナ・ダンペッツオオリンピックでは10km、リレーともに銅メダル、1960年スコーバレーオリンピックでは10km5位、リレーで金メダルを獲得した。
ノルディックスキー世界選手権では1954年、1958年ともリレーで銅メダルを獲得、また1956年のホルメンコーレンスキー大会10kmで優勝した。